# ヘスス・レイナ
ヘスス・レイナ（Jesús Reina, 1986年11月28日 - ）は、スペインのヴァイオリン奏者。
マラガ出身。4歳の頃から祖父とベルディアレスを演奏するほどの早熟ぶりを見せ、ビンチェンツォ・プマとアラ・ヴァルタニアンにヴァイオリンを学んだ。1995年からロンドンのユーディ・メニューイン音楽学校に留学し、メニューインとナターシャ・ボヤルスキーに師事。1996年にはソフィア王妃高等音楽院に最年少の生徒として入学し、ホセ＝ルイス・ガルシアの薫陶を受けた。1998年にはブルーミントンのジェイコブズ音楽院に留学してマウリシオ・フックスに師事。また、マンハッタン音楽学校のピンカス・ズーカーマン・パフォーマンス・プログラムに参加し、ズーカーマンとパティンカ・コペックの指導も受けた。
2014年から故郷のマラガでガラミアン・アカデミーを主宰。